# Divine Life Society
De Divine Life Society is een spiritueel-charitatieve Indiase organisatie die is opgericht door Swami Sivananda Saraswati in Rishikesh, India in 1936. Sivananda is eveneens de grondlegger van Sivananda-yoga.
Bij terugkeer van de pelgrimtocht in 1936, koos Swami Sivananda een oude kutir aan de oever van de Ganges in Rishikesh als zijn onderkomen. Bij het opzetten van deze woonplaats, probeerden andere volgelingen in zijn omgeving vaak in slechtere omstandigheden een woonplaats te vinden. Hierdoor besloot Sivananda bij het groeien van zijn aanhang een fonds op te richten, het Divine Life Society Trust. Een gift van de landheer van het Tehri-Garhwal stond hem uiteindelijk bij, ruimte te vinden voor nieuwe gebouwen en de voortgaande groei van de ashram. De huidige voorzitter van de Divine Life Society sinds de dood van Sivananda in 1963 is Swami Chidananda Saraswati.
De Divine Life Society is opgericht met het doel spirituele kennis te verspreiden en doet dit door:
- Publicatie van boeken, magazines e.d. met het onderwerp yoga en vedanta
- Het houden van spirituele conferenties en lezingen, zogenaamde satsangs
- Het opzetten van trainingscentra voor de beoefening van yoga
- Het in staat stellen van aspirant yogi's om hun spirituele levens te ontwikkelen via een systematische training in yoga en filosofie
- Het opzetten van charitatieve organisaties
- Met de instandhouding van oude tradities en culturele gebruiken van India

De Sivananda Ashram is het hoofdkwartier van de Divine Life Society en de Yoga-Vedanta Forest Academy geeft de trainingen aan de aspirant yogi's, die overigens alleen gevolgd mogen worden door Indiase mannen.
Verder bestaat de Divine Life Society uit een drukkerij voor culturele en spirituele boeken, tijdschriften en ander drukwerk (de Sivananda Publication League), de productie en distributie van ayrvedische middelen (de Sivananda Ayurvedic Pharmaceutical Works) en een charitatief ziekenhuis (de Sivananda Charitable Hospital).